# Comuni dell'Armenia
I comuni dell'Armenia, definiti hamaynk’ (համայնք) al singolare, hamaynk’ner (համայնքներ) al plurale (con il significato di "comunità"), costituiscono un'entità dell'amministrazione pubblica armena funzionante a livello locale.

## Istituto
I comuni funzionano sotto il controllo dello stato, al quale rispondono tramite l'amministrazione provinciale. Esiste un'unica forma ufficiale di comune, nonostante si distinguano le città, in armeno k’aġak’ (քաղաք), dai villaggi, in armeno gyowġ (գյուղ).
L'attuale quadro normativo che regola il funzionamento dei comuni è stato creato in seguito all'indipendenza dall'Unione Sovietica e alla conseguente nuova costituzione del 1995, a cui è seguita la legge sulle divisioni territoriali e amministrative della Repubblica Armena.
La città di Erevan fino al 2008 era parificata a una provincia. Dal 2009 è un comune a tutti gli effetti con a capo un sindaco nominato da un consiglio comunale elettivo che rimane in carica per quattro anni.
Al 2020 ci sono 502 comuni, di cui 49, compresa Erevan, sono città. Un comune può essere costituito da una singola città, un singolo villaggio o aggregati di villaggi tra loro o con una città. Se è presente una città il comune si definisce urbano, altrimenti rurale.
A capo dei comuni rurali vi è un capo villaggio, mentre a capo delle città vi è il sindaco. A partire dal 2002 il capo-comunità è eletto dal consiglio degli anziani della comunità (Avakani) (Ավագանի), eletto a sua volta dalla popolazione, e rimane in carica tre anni. Può essere rimosso dal governo centrale su proposta del marzpet, il governatore della provincia.

## Lista
I 502 comuni sono costituiti da diversi centri abitati precedentemente autonomi e poi accorpati. Di seguito una lista non esaustiva di tali centri. Nel caso di omonimie è indicata tra parentesi la provincia o lo status (città/villaggio) del comune.
- Abovyan (Ararat)
- Abovyan
- Ačaǰowr
- Ač̣arkowt
- Agarak (Aragatsotn)
- Agarak (Lori)
- Agarak (Meghri)
- Agarak (Kapan)
- Agarakadzor
- Agarakavan
- Aghavnadzor (Kotayk)
- Aghavnadzor (Vayots Dzor)
- Aghavnatun
- Aghavnavank
- Aghberk
- Aghin
- Aghitu
- Aghndjadzor
- Aghtsk
- Aghvani
- Aghvorik
- Ahnidzor
- Akhlatyan
- Akhpradzor
- Akhtala
- Akhurik
- Akhuryan
- Aknaghbyur
- Aknalich
- Aknashen
- Akner
- Akner
- Akunk (Aragatsotn)
- Akunk (Gegharkunik)
- Akunk (Kotayk)
- Alagyaz
- Alapars
- Alashkert
- Alaverdi
- Alvank
- Alvar
- Amasia (Armavir)
- Amasia (Shirak)
- Amberd
- Amrakits
- Angeghakot
- Aniavan
- Anipemza
- Antaramech
- Antaramut
- Antarashat
- Antarashen
- Antarut
- Anushavan
- Apaga
- Aparan
- Apaven
- Apnagyugh
- Aqori
- Ara
- Aragats (Aragatsotn)
- Aragats (Armavir)
- Aragatsavan
- Aragatsotn (comune)
- Aragyugh
- Arajadzor
- Araks (Armavir)
- Araks (Echmiadzin)
- Araksavan
- Aralez
- Aramus
- Arapi
- Ararat (città)
- Ararat (comune)
- Aratashen
- Aravus
- Arazap
- Arbat
- Archis
- Ardenis
- Ardjut
- Ardvi
- Aregnadem
- Areguni
- Areni
- Arevabuyr
- Arevadasht
- Arevashat
- Arevashogh
- Arevatsag
- Arevik (Armavir)
- Arevik (Shirak)
- Arevis
- Arevshat (Ararat)
- Arevshat (Shirak)
- Arevut
- Argavand (Ararat)
- Argavand (Armavir)
- Argel
- Argina
- Arin
- Arindj
- Armash
- Armavir (città)
- Armavir (villaggio)
- Arpeni
- Arpi
- Arpunk
- Arshaluys
- Artabuynk
- Artamet
- Artanish
- Artashat (Ararat)
- Artašat
- Artashavan
- Artavan
- Artavaz
- Arteni
- Artik
- Artimet
- Artsni
- Artsvaberd
- Artsvanik
- Artsvanist
- Artsvashen
- Aruch
- Arzakan
- Arzni
- Ashnak
- Ashotavan
- Ashotsk
- Ashtarak
- Astghadzor
- Atan
- Atchanan
- Avan
- Avazan
- Avshar
- Avshen
- Aygavan
- Aygebats
- Aygedzor
- Aygehat
- Aygehovit
- Aygek
- Aygepar
- Aygepat
- Aygeshat (Armavir)
- Aygeshat (Echmiadzin)
- Aygestan
- Aygevan
- Aygezard
- Aygut
- Ayntap
- Ayrk
- Ayrum
- Azat
- Azatamut
- Azatan
- Azatashen
- Azatavan (Ararat)
- Azatavan (Armavir)
- Azatek
- Aznvadzor
- Bagaran
- Baghanis
- Baghramyan (Ararat)
- Baghramyan (Baghramyan)
- Baghramyan (Echmiadzin)
- Bagratashen
- Balahovit
- Balak
- Bambakashat
- Bandivan
- Bardzrašen (Shirak)
- Bardzrašen (Ararat)
- Bardzravan
- Bardzruni
- Barekamavan
- Basen
- Bashgyugh
- Bavra
- Bayandur
- Bazmaghbyur
- Bazum
- Beniamin
- Berd
- Berdashen
- Berdavan
- Berdik
- Berdkunq
- Berkaber
- Berkarat
- Berkashat
- Berqanush
- Bjni
- Blagodarnoye
- Bnunis
- Bovadzor
- Brnakot
- Burastan
- Buzhakan
- Byurakan
- Byurakn
- Byuravan
- Byureghavan
- Chakaten
- Chambarak
- Chapni
- Charchakis
- Charentsavan
- Chinari
- Chinchin
- Chiva
- Chkalov
- Chkalovka
- Chknagh
- Chochkan
- Dalar
- Dalarik
- Darakert
- Daranak
- Darbas
- Darbnik
- Darpas
- Dasht
- Dashtadem (Aragatsotn)
- Dashtadem (Lori)
- Dashtaqar
- Dashtavan
- Dastakert
- Davit' Bek
- Davtashen
- Ddmasar
- Ddmashen
- Debet
- Debetavan
- Deghdzavan
- Deghdzut
- Dian
- Dilijan
- Dimitrov
- Ditak
- Ditavan
- Doghs
- Dovegh
- Dprabak
- Dprevank
- Drakhtic
- Dsegh
- Dvin
- Dzirhankov
- Dzoraget
- Dzoraghbyur
- Dzoraglukh
- Dzoragyugh (Gegharkunik)
- Dzoragyugh (Lori)
- Dzorakap
- Dzoramut
- Dzorashen
- Dzorastan
- Dzoravanq
- Dzyunashogh
- Fantan
- Fattoria di Shahumyan
- Ferik
- Fioletovo
- Gaghard
- Gandzak
- Gandzakar
- Gargar
- Garnahovit
- Garnarich
- Garni
- Gavar
- Gay
- Geghadir (Aragatsotn)
- Geghadir (Kotayk)
- Geghadzor
- Geghakar
- Geghakert
- Geghamak
- Geghamasar
- Geghamavan
- Geghanist (Ararat)
- Geghanist (Shirak)
- Geghanush
- Gegharkunik (comune)
- Gegharot
- Geghasar
- Geghashen
- Geghhovit
- Geghi
- Getahovit
- Getamech
- Getap (Aragatsotn)
- Getap (Shirak)
- Getap (Vayots Dzor)
- Getapnya
- Getargel
- Getashen
- Getatagh
- Getazat
- Getik (Gegharkunik)
- Getik (Shirak)
- Getk
- Gharibjanyan
- Ghazanchi
- Ghazaravan
- Ghursal
- Gill
- Ginevet
- Gladzor
- Gndevaz
- Gnishik
- Gogaran
- Goghovit
- Goght
- Goghtanik
- Gomk
- Goravan
- Gorayk
- Goris
- Gosh
- Griboyedov
- Gtashen
- Gudemnis
- Gugark
- Gusanagyugh
- Gyulagarak
- Gyumri
- Ġowkasavan
- Haghartsin
- Haghpat
- Haghtanak
- Hagvi
- Hakko
- Halavar
- Halidzor
- Hankavan
- Harich
- Hartagyugh
- Hartashen (Shirak)
- Hartashen (Syunik)
- Hartavan
- Harzhis
- Hatis
- Hatsashen
- Hatsavan (Kotayk)
- Hatsavan (Syunik)
- Hatsik (Armavir)
- Hatsik (Shirak)
- Hayanist
- Haykadzor
- Haykasar
- Haykashen
- Haykavan (Armavir)
- Haykavan (Shirak)
- Hayravanq
- Hayrenyac
- Haytagh
- Herher
- Hermon
- Hnaberd (Aragatsotn)
- Hnaberd (Ararat)
- Hobardz
- Hoghmik
- Horbategh
- Horom
- Hors
- Hovit
- Hovk
- Hovnanadzor
- Hovtamech
- Hovtashat
- Hovtashen (Ararat)
- Hovtashen (Shirak)
- Hovtun
- Hovuni
- Hrazdan
- Hushakert
- Ijevan
- Irind
- Isahakyan
- Ishkhanasar
- Itsakar
- Jaghatsadzor
- Jajur
- Jajuravan
- Jamshlu
- Janfida
- Jermuk
- Jiliza
- Jraber
- Jradzor
- Jrahovit
- Jrambar
- Jrapi
- Jrarat (Armavir)
- Jrarat (Shirak)
- Jrarat (Kotayk')
- Jrarbi
- Jrashen (Ararat)
- Jrashen (Armavir)
- Jrašen (Lori)
- Jrvezh
- Jujevan
- Kachachkut
- Kadjaran (città)
- Kadjaran (comune)
- Kaghnut
- Kaghsi
- Kakavadzor
- Kakavasar
- Kakhakn
- Kalavan
- Kamaris
- Kamo
- Kanachut
- Kanakeravan
- Kanch
- Kaniashir
- Kapan
- Kaps
- Kaputan
- Karaberd (Lori)
- Karaberd (Shirak)
- Karadzor
- Karaglukh
- Karahundj
- Karakert
- Karashamb
- Karashen
- Karbi
- Karchaghbyur
- Karchevan
- Karenis
- Karinj
- Karkop
- Karmir Aghek
- Karmiravan
- Karmirgyugh (Askeran)
- Karmirgyugh (Gegharkunik)
- Karmrakar
- Karmrashen (Aragatsotn)
- Karmrashen (Vayots Dzor)
- Karnut
- Kasakh
- Kashuni
- Katnadjur
- Katnaghbyur (Aragatsotn)
- Katnaghbyur (Lori)
- Katnaghbyur (Kotayk)
- Katnarat
- Kayk
- Keti
- Khachaghbyur
- Khachardzan
- Khachik
- Khachpar
- Khandjyan
- Khashtarak
- Khdrants
- Khnatsakh
- Khndzoresk
- Khndzorut
- Khnkoyan
- Khoronk (Armavir)
- Khoronk (Lori)
- Khot
- Khoznavar
- Kirants
- Koghb
- Koghbavan
- Koghes
- Kornidzor
- Kosh
- Kotayk (comune)
- Koti
- Krasar
- Krashen
- Kuchak
- Kuris
- Kurtan
- Kut
- Kutakan
- Landjanist
- Landjar
- Landjazat
- Lanjaghbyur
- Lanjik
- Lchap
- Lchashen
- Lchavan
- Lchkadzor
- Ledjan
- Lehvaz
- Lenughi
- Lermontov
- Lernadzor
- Lernagog
- Lernagyugh
- Lernahovit
- Lernakert
- Lernamerdz
- Lernanist
- Lernantsk
- Lernapar
- Lernapat
- Lernarot
- Lernavan
- Lernut
- Lichk (Gegharkunik)
- Lichk (Syunik)
- Lor
- Lori Berd
- Lorut
- Ltsen
- Lukashin
- Lusadzor
- Lusaghbyur (Lori)
- Lusaghbyur (Shirak)
- Lusagyugh (Aragatsotn)
- Lusagyugh (Armavir)
- Lusahovit
- Lusakert
- Lusakn
- Lusakunq
- Lusarat
- Lusashogh
- Madina (Armenia)
- Maisyan
- Makenis
- Malishka
- Maralik
- Margahovit
- Margara
- Marmarashen
- Marmarik
- Marmashen
- Martiros
- Marts
- Martuni (comune)
- Martuni (città)
- Masis (comune)
- Masis (città)
- Mastara
- Majakovskij
- Mayisyan (Armavir)
- Mayisyan (Shirak)
- Medovka
- Meghradzor
- Meghrashat
- Meghrashen
- Meghri
- Meghvahovit
- Melikgyugh
- Merdzavan
- Mets Ayrum
- Mets Mantash
- Mets Masrik
- Mets Parni
- Mets Sariar
- Mets Sepasar
- Metsamor (Armavir)
- Metsamor (Echmiadzin)
- Metsavan
- Mghart
- Mikhaylovka
- Mirak
- Mkhchyan
- Mosesgegh
- Mrganush
- Mrgashat
- Mrgashen
- Mrgastan
- Mrgavan
- Mrgavet
- Musaler
- Musayelyan
- Mutsk
- Myasnikyan
- Nahapetavan
- Nalbandyan
- Narek
- Navur
- Neghots
- Nerkin Bazmaberd
- Nerkin Getashen
- Nerkin Hand
- Nerkin Karmiraghbyur
- Nerkin Khndzoresk
- Nerkin Khotanan
- Nerkin Sasunashen
- Nerkin Shorzha
- Nigavan
- Nizami
- Njdeh
- Nor Amanos
- Nor Armavir
- Nor Artages
- Nor Artamet
- Nor Artik
- Nor Astghaberd
- Nor Aznaberd
- Nor Geghi
- Nor Gyugh
- Nor Hachn
- Nor Kesaria
- Nor Khachakap
- Nor Kharberd
- Nor Kyanq (Ararat)
- Nor Kyanq (Shirak)
- Nor Kyurin
- Nor Ughi
- Nor Yedesia
- Nor Yerznka
- Norabak
- Norabats
- Norakert (Armavir)
- Norakert (Gegharkunik)
- Noramarg
- Norapat
- Norashen (Aragatsotn)
- Norashen (Ararat)
- Norashen (Gegharkunik)
- Norashen (Lori)
- Norashen (Shirak)
- Norašen (Tavowš)
- Norashenik
- Noratus
- Noravan (Armavir)
- Noravan (Syunik)
- Novoseltsovo
- Noyakert
- Noyemberyan
- Nrnadzor
- Nshavan
- Nurnus
- Odzun
- Ohanavan
- Okhtar
- Orgov
- Ortachya
- Oshakan
- Othevan
- Paghaghbyur
- Pambak (Gegharkunik)
- Pambak (Lori)
- Panik
- Parakar
- Paravakar
- Parpi
- Partizak
- Paruyr Sevak
- Pemzashen
- Petrovka
- Pokr Mantash
- Pokr Masrik
- Pokr Sariar
- Pokr Sepasar
- Pokr Vedi
- Pokrashen
- Por
- Privolnoye
- Proshyan
- Pshatavan
- Ptghavan
- Ptghni
- Ptghunk
- Pushkino
- Qaghtsrashen
- Ranchpar
- Ria taza
- Rind
- Sadunts
- Saghmosavan
- Salli
- Salut
- Salvard
- Saragyugh
- Sarahart
- Sarakap
- Saralanj (Aragatsotn)
- Saralanj (Lori)
- Saralanj (Kotayk)
- Saralanj (Shirak)
- Saramech
- Sarapat
- Saratak
- Saratovka
- Saravan (Armenia)
- Sarchapet
- Sardarapat
- Sarigyugh
- Sarnaghbyur
- Sarnakunk
- Sarukhan
- Sasunik
- Sayat-Nova
- Semyonovka
- Sers
- Setsadzor
- Sevaberd
- Sevakar
- Sevan
- Sevkar
- Shaghap
- Shaghat
- Shaghik
- Shahumyan (Ararat)
- Shahumyan (Armavir)
- Shahumyan (Lori)
- Shaki
- Shamiram
- Shamlugh
- Shamut
- Shatin
- Shatjrek
- Shatvan
- Shenatagh
- Shenavan (Ararat)
- Shenavan (Armavir)
- Shenavan (Lori)
- Shenik
- Shenkani
- Shgharshik (Aragatsotn)
- Shgharshik (Syunik)
- Shikahogh
- Shinuhayr
- Shirak (comune)
- Shirakamut
- Shirakavan
- Shnogh
- Shoghakn
- Shorzha
- Shovasar
- Shrvenants
- Shurnukh
- Shvanidzor
- Sipan
- Sipanik
- Sis
- Sisavan
- Sisian
- Sizavet
- Solak
- Sorik
- Sork
- Spandaryan (Shirak)
- Spandaryan (Syunik)
- Spitak
- Srashen
- Stepanavan
- Surenavan
- Suser
- Svarants
- Sverdlov
- Syunik (comune)
- Talin
- Talvorik
- Tanahat
- Tandzatap
- Tandzaver
- Tandzut (Armavir)
- Tandzut (Tavush)
- Taperakan
- Taratumb
- Taronik
- Tashir
- Tashtun
- Tasik
- Tatev
- Tavrus
- Tavshut
- Tavush (comune)
- Tegh
- Teghenik
- Tegher
- Teghut (Lori)
- Teghut (Tavush)
- Thathul
- Tlik
- Toghunik
- Tolors
- Torfavan
- Torusgyugh
- Tretuk
- Tsaghkaber
- Tsaghkadzor
- Tsaghkahovit
- Tsaghkalandj
- Tsaghkasar
- Tsaghkashat
- Tsaghkashen (Aragatsotn)
- Tsaghkashen (Gegharkunik)
- Tsaghkavan (Ijevan)
- Tsaghkavan (Tavush)
- Tsaghkunk (Armavir)
- Tsaghkunk (Gegharkunik)
- Tsaghkut
- Tsakqar
- Tsamaqasar
- Tsapatagh
- Tsater
- Tsav
- Tsghuk
- Tsiatsan
- Tsilkar
- Tsoghamarg
- Tsovagyugh
- Tsovak
- Tsovazard
- Tsovinar
- Ttujur (Aragatsotn)
- Ttujur (Gegharkunik)
- Tufashen
- Tumanyan
- Udjan
- Ujts
- Urasar
- Urcadzor
- Urtsalanj
- Urut
- Ushi
- Uzhanis
- Vagharshapat
- Vaghashen
- Vaghatin
- Vaghatur
- Vahagnadzor
- Vahagni
- Vahan
- Vahrahar
- Vahramaberd
- Vajk
- Vanadzor
- Vanand
- Vanashen
- Vanek
- Vanevan
- Varagavan
- Vardablur (Aragatsotn)
- Vardablur (Lori)
- Vardadzor
- Vardaghbyur
- Vardahovit
- Vardakar
- Vardanašen
- Vardanidzor
- Vardashat
- Vardashen (Ararat)
- Vardashen (Yerevan)
- Vardavank
- Vardenik
- Vardenis (Aragatsotn)
- Vardenis (Gegharkunik)
- Vardenut
- Varser
- Vazashen
- Vedi
- Verin Artashat
- Verin Bazmaberd
- Verin Dvin
- Verin Getashen
- Verin Karmiraghbyur
- Verin Khotanan
- Verin Ptghni
- Verin Sasnashen
- Verin Sasunik
- Verin Shorzha
- Verishen
- Vernashen
- Voghchaberd
- Voghchi
- Vorotan (Goris)
- Vorotan (Sisian)
- Voskehask
- Voskehat (Aragatsotn)
- Voskehat (Armavir)
- Voskepar
- Vosketap
- Vosketas
- Voskevan
- Voskevaz
- Vostan
- Yaghdan
- Yegheg
- Yeghegis
- Yeghegnadzor
- Yeghegnavan
- Yeghegnut (Armavir)
- Yeghegnut (Lori)
- Yeghipatrush
- Yeghnik
- Yeghvard (Kotayk)
- Yeghvard (Syunik)
- Yelpin
- Yenokavan
- Yeranus
- Yeraskh
- Yeraskhahun
- Yerazgavors
- Yerndjatap
- Yervandashat
- Zangakatun
- Zar
- Zarindja
- Zarishat
- Zaritap
- Zartonk
- Zedea
- Zolakar
- Zorak
- Zorakan
- Zoravan
- Zotakert
- Zovaber (Gegharkunik)
- Zovaber (Syunik)
- Zovasar
- Zovashen
- Zovk
- Zovuni
- Zuygaghbyur